# Cetatea Tiraspol
Cetatea din Tiraspol a fost proiectată de către arhitectorul francez François Sainte de Wollant și a fost construită între anii 1792—1793. Fiind amplasată pe malul stâng al Nistrului, cetatea a avut un rol important în protecția graniților de sud-vest ale Imperiului Rus. În jurul cetății a apărut și s-a dezvoltat Tiraspolul de astăzi.

## Istorie
La sfârșitul războiului ruso-austro-turc din 1787-1791 a fost semnat Tratatul de la Iași, în conformitate cu care granița dintre imperiile rus și otoman era stabilită pe Nistru. Teritoriile ocupate au fost denumite regiunea Oceacov.
În ianuarie 1793, un plan de armare structurală a frontierei de pe Nistru pe locul viitorului Tiraspol, a fost dezvoltat în comun de către Suvorov și De Wollant, ulterior fiind trimis la Sankt Petersburg.
Cetatea, conform proiectului, trebuia să obțină o imagine de ansamblu dreptunghiulară. În final sa obținut o formă corectă a bastioanelor, octogonale. Proiectul cetății de-a lungul Nistrului a fost aprobat, iar Suvorov a început ridicarea acesteia, fără a mai aștepta creditul, pe care l-a luat în sumă de 100.000 de ruble, și chiar a ordonat să-și vândă propriile sale posesiuni. Ecaterina a II-a, aflând de acest lucru, a ordonat să i se aloce lui Suvorov de la trezoreria statului peste de 600.000 de ruble.
Către 1795 ridicarea cetății a fost în mare parte finalizată. Pe teritoriul său, a fost construită biserica Sf. Andrei, trei poziții de artilerie, un spital militar, casa comandantului, depozite de pulbere, barăci, grajduri, magazie, ș.a. În același an (1795) în apropierea cetății locuiau 2.500 de locuitori. În cetatea, de asemenea, se menținea o garnizoană militară numeroasă, fiind echipată cu arme moderne și o sursă considerabilă de alimente.
Cu toate acestea, Cetatea Tiraspol nu și-a jucat rolul său de apărare. Conform rezultatelor tratatului de la București din 1812 frontiera rusă sa mutat pe Prut și Tiraspolul și-a pierdut semnificația anterioară.
În 1835 statul de cetate a fost abolit.

## Galerie

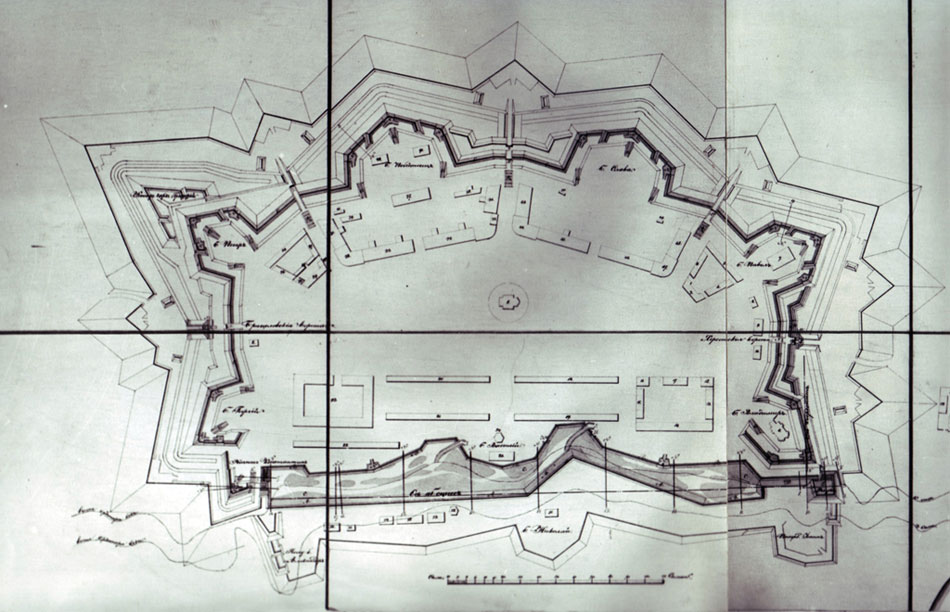
Planul cetății pe o imagine din 1856
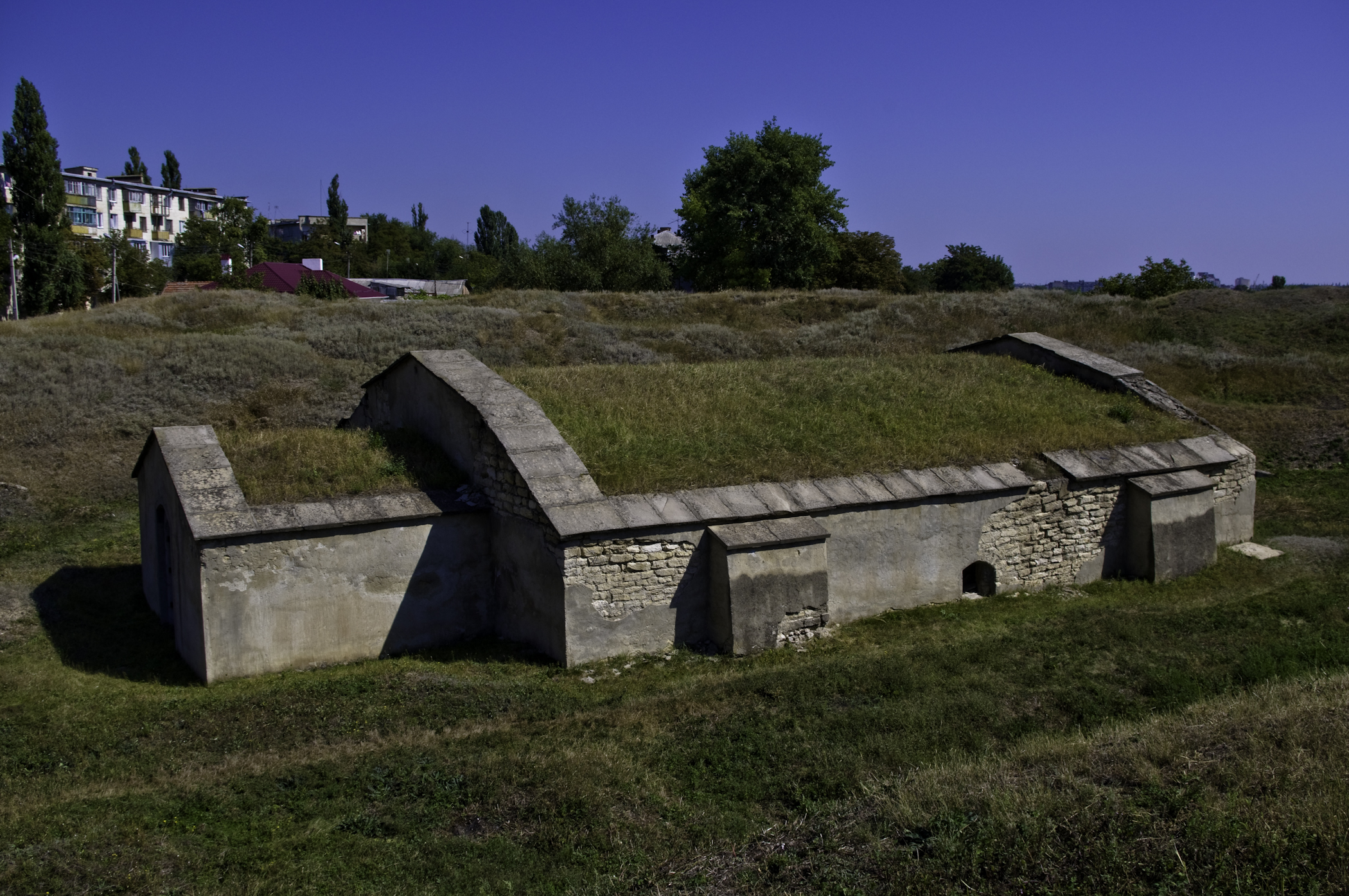
Cetatea
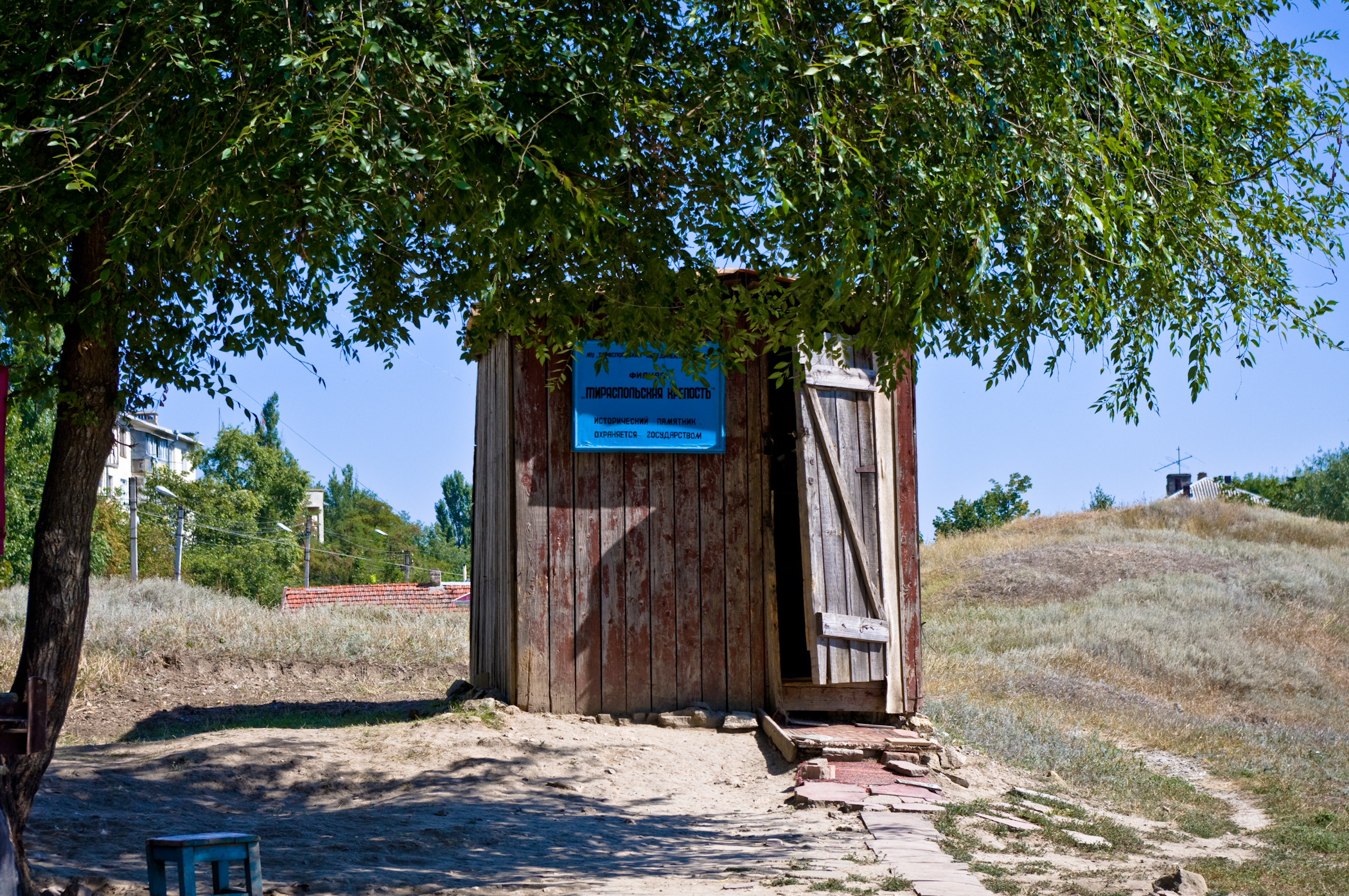
Postul de pază
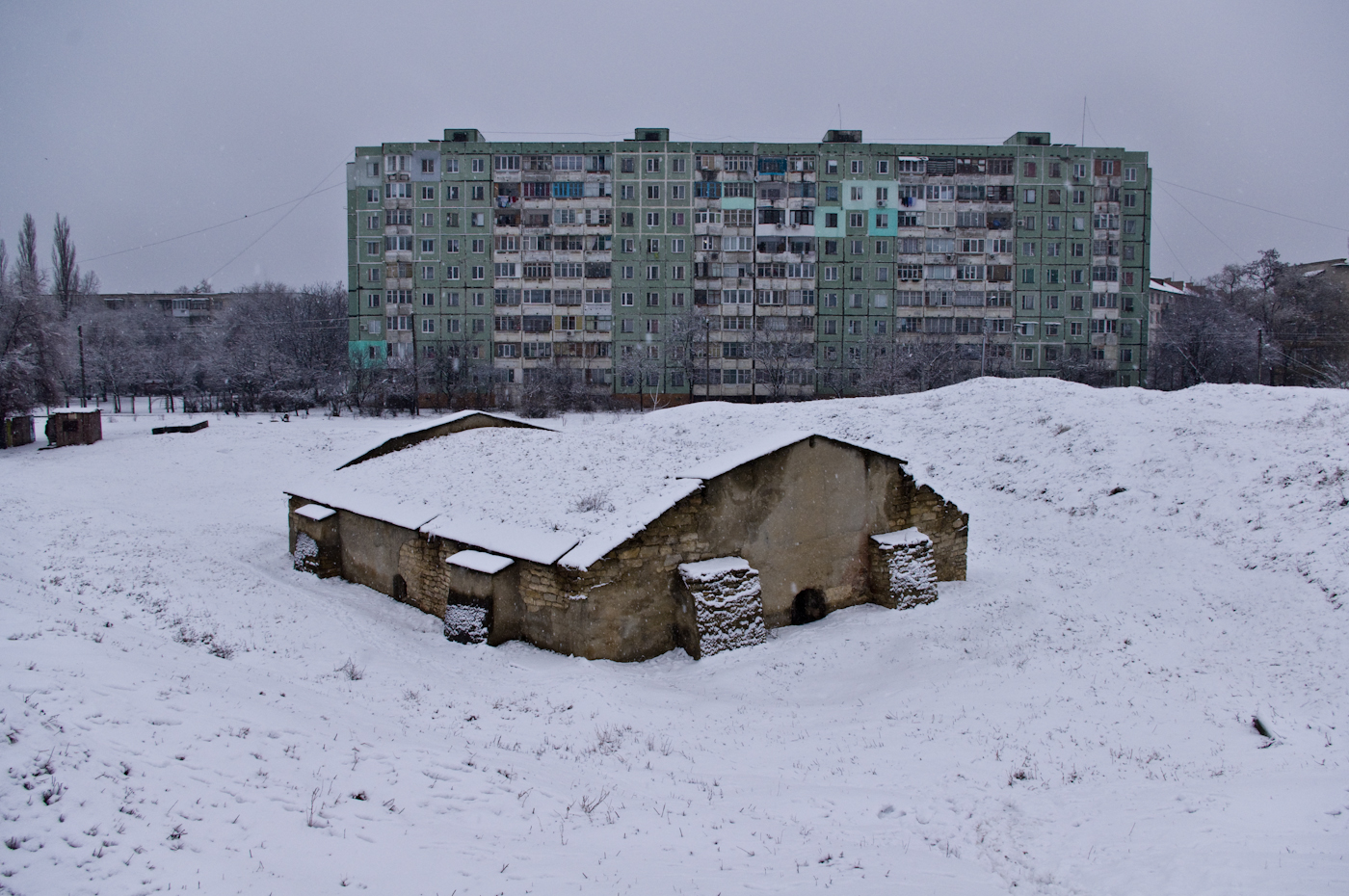
Pe timp de iarnă
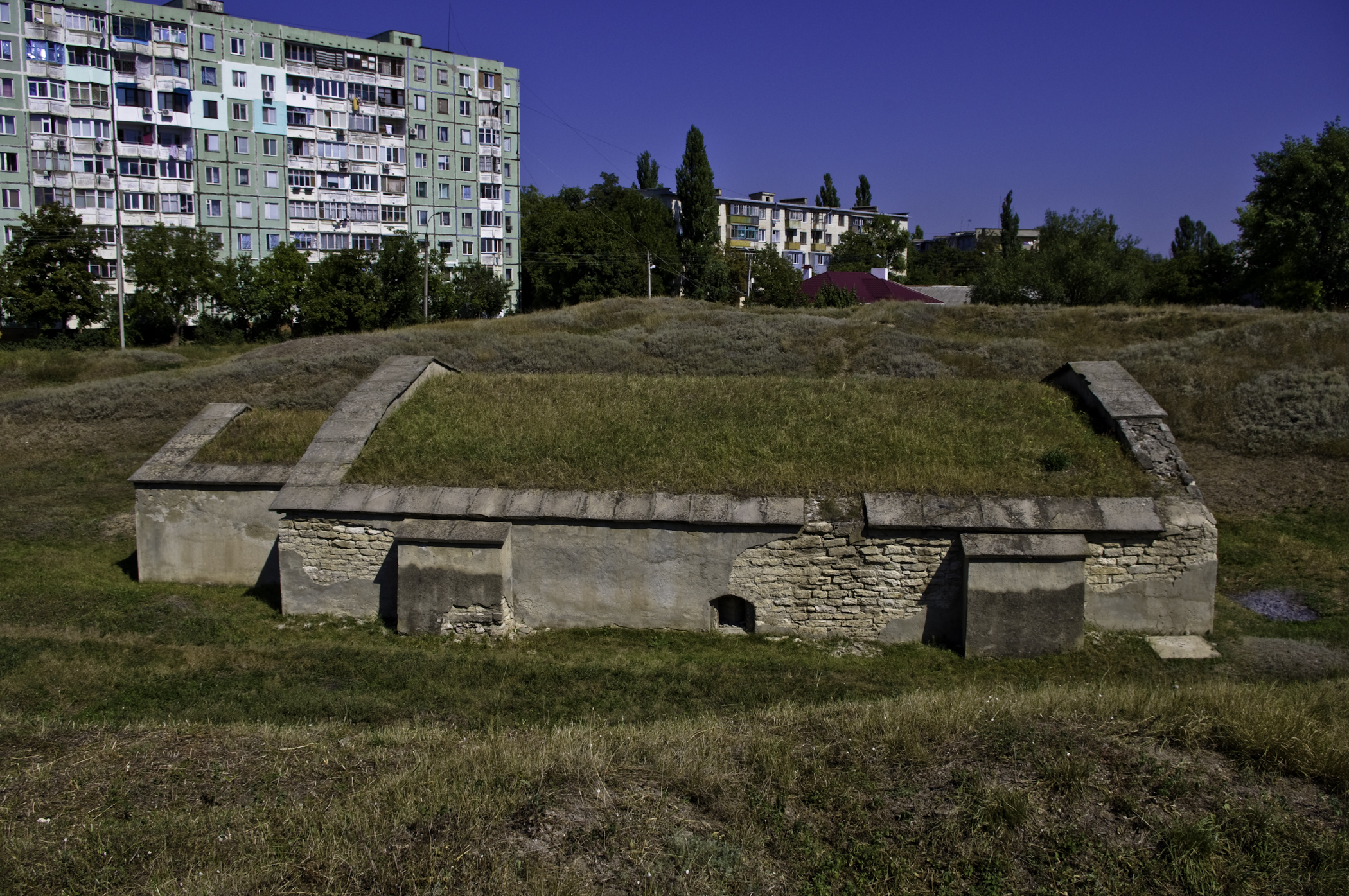